# Ingatestone Hall

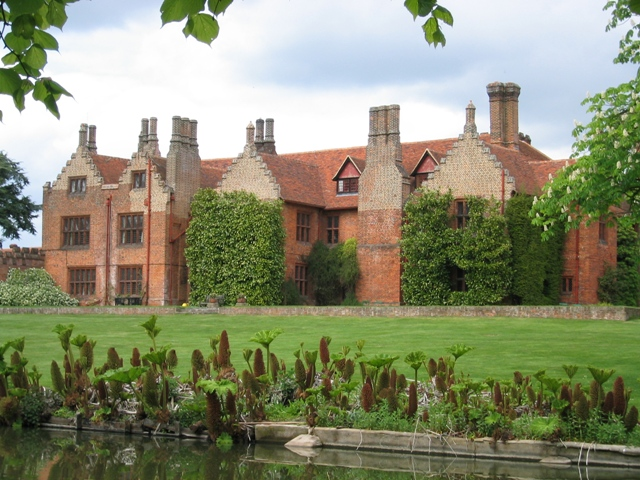
Ingatestone Hall, maj 2003

Ingatestone Hall – XVI-wieczny dwór w hrabstwie Essex (Anglia). Został zbudowany przez Williama Petrego. Jego potomkowie mieszkają w nim po dziś dzień.
Królowa Elżbieta I spędziła w nim kilka nocy przed adventus regis w 1561 roku.
Ingatestone Hall ma dwie kaplice. W jednej z nich nabożeństwa odprawiał św. John Payne, który został stracony w 1582 roku.
Ingatestone Hall jest dostępny dla publiczności. „Grał” Bleak House w telewizyjnej adaptacji z 2005 roku powieści Charlesa Dickensa; pojawił się też w kilku odcinkach serialu „Lovejoy”.